# خورخي لوبيز (لاعب كرة قدم)
خورخي لوبيز (بالإسبانية: Tote)‏ (و. 1978  م) هو لاعب كرة قدم، من إسبانيا، ولد في مدريد، يلعب كمهاجم.

## روابط خارجية
- خورخي لوبيز على موقع قاعدة بيانات كرة القدم.إي يو (الإنجليزية)
- خورخي لوبيز على موقع Soccerway.com (الإنجليزية)